# 灰黑盤唇鱨
灰黑盤唇鱨（学名：Chiloglanis niger），為輻鰭魚綱鯰形目倒立鯰科盤唇鱨屬的其中一種，該物種主要分布於非洲喀麥隆尼日河流域，體長可達3.5公分。
其种加词“niger”意为“黑色的”。